# Јане Хапонен
Јане Микаел Хапонен (фин. Janne Mikael Happonen; Куопио, 18. јул 1984) фински је ски скакач који је дебитовао 2002. године. Члан је Скијашког клуба Puijon Hiihtoseura из Купија. Тренери су ми
Највећи успех у каријери му је екипно олимпијско сребро на великој скакаоници на Зимским олимпијским играма 2006. у Торину и два екипна сребра на Светским првенствима 2006. у Кулму и 2008. у Оберсдорфу. У такмичењима за светски куп има три победе.

## Значајнији успеси

### Победе у светском купу
| Бр. | Датум          | Место   | Скакаоница | Земља     |
| --- | -------------- | ------- | ---------- | --------- |
| 1.  | 5. март 2006.  | Лахти   | велика     | Финска    |
| 2.  | 19. март 2006. | Планица | летаоница  | Словенија |
| 3.  | 3. март 2008.  | Куопио  | велика     | Финска    |

### Укупни пласмани у светскомм купу на крају сезоне
| Сезона  | Место | Бодови |
| ------- | ----- | ------ |
| 2001/02 | 46    | 56     |
| 2002/03 | 40    | 84     |
| 2003/04 | 50    | 39     |
| 2004/05 | 56    | 23     |
| 2005/06 | 14    | 484    |
| 2006/07 | 41    | 68     |
| 2007/08 | 8     | 755    |